# Xian de Baxoi
Pour les articles homonymes, voir Basu.
Le xian de Baxoi (八宿县 ; pinyin : Bāsù Xiàn) est un district administratif de la région autonome du Tibet en Chine. Il est placé sous la juridiction de la préfecture de Qamdo.

## Démographie
La population du district était de 35 273 habitants en 1999.
La ville de Baima comptait 5 139 habitants en 2000.